# Jimmy Evert
James Andrew "Jimmy" Evert (Chicago, 9 de septiembre de 1923 –  Fort Lauderdale (Florida), 21 de agosto de 2015) fue un tenista y entrenador de tenis estadounidense. Fue el padre de Chris Evert, que fue una de las mejores tenistas de la década de los 70 y 80.
Como jugador, fue campeón de los Estados Unidos en diferentes categorías juveniles. En 1940, fue campeón del Campeonato Interunivsesitario  jugando por la Senn High School de Chicago. Después de servir en el ejército, fue a la Universidad de Notre Dame, donde se graduó en Economía. En 1947, consiguió el título individual del Campeonato de Canadá. 
Después de su retirada, se convirtió en entrenador de tenis. Evert enseñó a los niños en su centro de formación en Fort Lauderdale (Florida), que tiene su nombre desde 1997. Entre ellos, formó a futuras estrellas como Brian Gottfried, Harold Solomon y Jennifer Capriati.
Evert murió de una neumonía el 21 de agosto de 2015, en Fort Lauderdale a la edad de 91 años.